# 毛蕨
毛蕨（学名：Cyclosorus interruptus），为金星蕨科毛蕨属下的一个植物种，分佈於中國、印度、斯里蘭卡、東南亞、澳洲、太平洋島嶼、拉丁美洲和南非的沼地。
种名interruptus意为间断的。